# Chrysocryptus aureopilosus
Chrysocryptus aureopilosus är en stekelart som beskrevs av Cameron 1902. Chrysocryptus aureopilosus ingår i släktet Chrysocryptus och familjen brokparasitsteklar. Inga underarter finns listade i Catalogue of Life.